# Halowe Mistrzostwa Europy w Lekkoatletyce 1973 – bieg na 800 m mężczyzn
Bieg na 800 metrów mężczyzn – jedna z konkurencji biegowych rozgrywanych podczas halowych lekkoatletycznych mistrzostw Europy w hali Ahoy w Rotterdamie. Eliminacje zostały rozegrane 10 marca, a bieg finałowy 11 marca 1973. Zwyciężył reprezentant Francji Francis Gonzalez. Tytułu zdobytego na poprzednich mistrzostwach nie obronił Jozef Plachý z Czechosłowacji, który tym razem zdobył brązowy medal.

## Rezultaty

### Eliminacje
Rozegrano 3 biegi eliminacyjne, do których przystąpiło 18 biegaczy. Awans do finału dawało zajęcie jednego z pierwszych dwóch miejsc w swoim biegu (Q).
Opracowano na podstawie materiału źródłowego.
Bieg 1
| Miejsce | Zawodnik       | Czas    | Uwagi |
| ------- | -------------- | ------- | ----- |
| 1       | Jozef Plachý   | 1:49,59 | Q     |
| 2       | Jože Međimurec | 1:50,04 | Q     |
| 3       | Rolf Gysin     | 1:50,14 |       |
| 4       | Andre Boonen   | 1:50,66 |       |
| 5       | Yves Gringoire | 1:51,46 |       |
| 6       | Martin Moser   | 1:52,27 |       |

Bieg 2
| Miejsce | Zawodnik          | Czas    | Uwagi |
| ------- | ----------------- | ------- | ----- |
| 1       | Gerhard Stolle    | 1:48,54 | Q     |
| 2       | Antonio Fernández | 1:49,83 | Q,    |
| 3       | Philippe Meyer    | 1:50,13 |       |
| 4       | Ján Šišovský      | 1:50,16 |       |
| 5       | András Zsinka     | 1:50,46 |       |
| 6       | Jan Reijnders     | 1:51,24 |       |

Bieg 3
| Miejsce | Zawodnik            | Czas    | Uwagi |
| ------- | ------------------- | ------- | ----- |
| 1       | Francis Gonzalez    | 1:49,21 | Q     |
| 2       | Hans-Henning Ohlert | 1:49,54 | Q     |
| 3       | Andrzej Kupczyk     | 1:49,60 |       |
| 4       | Peter Browne        | 1:49,86 |       |
| 5       | Robert Hoofd        | 1:50,16 |       |
| 6       | Jozef Samborský     | 1:52,60 |       |

### Finał
Opracowano na podstawie materiału źródłowego.
| Miejsce | Zawodnik            | Czas    |
| ------- | ------------------- | ------- |
| 1       | Francis Gonzalez    | 1:49,17 |
| 2       | Gerhard Stolle      | 1:49,32 |
| 3       | Jozef Plachý        | 1:49,50 |
| 4       | Hans-Henning Ohlert | 1:49,62 |
| 5       | Jože Međimurec      | 1:49,65 |
| 6       | Antonio Fernández   | 1:50,79 |